# MC Hammer
MC Hammer, pseudonimo di Stanley Kirk Burrell (Oakland, 30 marzo 1962), è un rapper e ballerino statunitense.
Raggiunse la massima popolarità negli anni ottanta e primi anni novanta, ma è conosciuto anche per aver drammaticamente sperperato il suo patrimonio.

## Biografia
Il suo album di debutto fu Feel My Power (1987). Il disco vendette oltre 60 000 copie, e ciò portò molte offerte da varie etichette discografiche.
Burrell all'inizio rifiutò di firmare un contratto per la Capitol Records, ma dopo un sostanziale incremento di offerta, accettò. Il disco di esordio venne poi ripubblicato con il titolo Let's Get It Started. Alla fine l'album fu triplo platino.
La seconda uscita, Please Hammer Don't Hurt 'Em (1990), includeva il celeberrimo singolo U Can't Touch This. Nonostante la massiccia diffusione su radio e TV, la canzone si fermò alla posizione numero 8 della classifica di Billboard. I singoli successivi furono "Have You Seen Her" e "Pray". Alla fine, l'album fu il primo della storia dell'hip hop a vincere il Disco di diamante, vendendo oltre 10 milioni di copie.

Molte critiche arrivarono per la ripetitiva natura delle sue liriche e per il suo frequente utilizzo di campionamenti nelle sue canzoni. Fu sbeffeggiato in video musicali di 3rd Bass, The D.O.C. e Ice Cube. Comunque Ice-T lo difese nel 1991 nell'album O.G. Original Gangster:
Molti considerarono ciò una stranezza, conoscendo il disprezzo che Ice-T provava per coloro che "si vendono", ma egli stesso precisò che non è contro i pop-rapper sin dall'inizio della carriera, come Hammer era stato, ma solo contro i rapper che dall'atteggiamento hardcore o "dirty" si "convertono" al pop rap per vendere più dischi.
Dopo aver tolto la sigla MC dal suo nome d'arte, Burrell pubblicò Too Legit to Quit nel 1991. Hammer colse l'occasione per rispondere alle critiche in alcune canzoni dell'album. Nel 1994, uscì l'album "The Funky Headhunter" che rilanciò la sua carriera dopo varie delusioni ed ebbe grande successo con i singoli "Pumps and a Bump" e "It's All Good".
Nel 1995, Hammer pubblicò Inside Out, che i critici definirono "sfocato". L'album raggiunse appena la posizione numero 119 delle classifiche e l'etichetta per la quale il rapper lavorava in quel periodo, la Giant Records, lo cancellò dalla lista. A causa del continuo calo di vendite e di uno stile di vita lussuoso Burrell, che era in debito di 13 milioni di dollari, finì in bancarotta il 3 aprile 1996. Dopo aver firmato con la EMI, pubblicò la raccolta Greatest Hits, appena sei mesi dopo il fallimento economico.
Dopo gli attentati dell'11 settembre 2001, Hammer pubblicò il patriottico album Active Duty. Donò parte dei guadagni alle associazioni di beneficenza relative all'11 settembre. Nel 2004 uscì Full Blast. Nessuno di questi album ebbe molto successo.
Nel febbraio 2006 uscì il primo singolo, Look, tratto dal disco Look 3X caratterizzato da uno stile nuovo, palesemente da club, non più old school, e che si avvicina in qualche modo anche al crunk. Hammer a partire dal 2006 scrive frequentemente su un suo blog..

## Discografia

### Album
- 1987 - Feel My Power
- 1988 - Let's Get It Started
- 1990 - Please Hammer Don't Hurt 'Em
- 1991 - Too Legit to Quit
- 1994 - The Funky Headhunter
- 1995 - Inside Out
- 1996 - Greatest Hits
- 1998 - Family Affair
- 2000 - The Hits
- 2001 - Active Duty
- 2003 - Full Blast
- 2006 - Look Look Look

### Singoli
- 1990 - U Can't Touch This
- 1990 - Have You Seen Her?
- 1990 - Pray
- 1991 - Here Comes The Hammer
- 1991 - Too Legit to Quit
- 1991 - Addams Groove
- 1992 - Do Not Pass Me By
- 1992 - This Is the Way We Roll
- 1994 - Pumps and a Bump
- 1994 - It's All Good
- 2001 - No Stoppin' Us
- 2001 - Pop Yo Collar

## Riconoscimenti

### Grammy Award
| Anno | Nomina                                  | Premio                      | Risultato       |
| ---- | --------------------------------------- | --------------------------- | --------------- |
| 1991 | U Can't Touch This                      | Registrazione dell'anno     | Candidato/a     |
| 1991 | U Can't Touch This                      | Best Rhythm & Blues Song    | Vincitore/trice |
| 1991 | U Can't Touch This                      | Best Rap Solo Performance   | Vincitore/trice |
| 1991 | Please Hammer Don't Hurt 'Em: The Movie | Best Music Video, Long Form | Vincitore/trice |
| 1992 | Here Comes The Hammer                   | Best Rap Solo Performance   | Candidato/a     |
| 1993 | Hammerin' Home                          | Best Music Video, Long Form | Candidato/a     |
| 1993 | Addams Groove                           | Best Rap Solo Performance   | Candidato/a     |

### MTV Video Music Award
| Anno | Nomina                    | Premio                          | Risultato       |
| ---- | ------------------------- | ------------------------------- | --------------- |
| 1989 | Turn This Mutha Out       | Best Rap Video                  | Candidato/a     |
| 1990 | U Can't Touch This        | Best Male Video                 | Candidato/a     |
| 1990 | U Can't Touch This        | Best Rap Video                  | Vincitore/trice |
| 1990 | U Can't Touch This        | Best Dance Video                | Vincitore/trice |
| 1990 | U Can't Touch This        | Best Choreography               | Candidato/a     |
| 1990 | U Can't Touch This        | Best Editing in a Video         | Candidato/a     |
| 1991 | Pray (Jam the Hammer Mix) | Best Choreography               | Candidato/a     |
| 1991 | Here Comes the Hammer     | Best Special Effects in a Video | Candidato/a     |
| 1992 | Addams Groove             | Best Video from a Film          | Candidato/a     |
| 1992 | 2 Legit 2 Quit            | Best Choreography               | Candidato/a     |
| 1995 | Pumps and a Bump          | Best Choreography               | Candidato/a     |

### American Music Award
| Anno | Nomina                       | Premio                        | Risultato       |
| ---- | ---------------------------- | ----------------------------- | --------------- |
| 1990 | Let's Get It Started         | Favorite Soul/R&B Album       | Candidato/a     |
| 1990 | Let's Get It Started         | Favorite Rap/Hip-Hop Album    | Vincitore/trice |
| 1990 | MC Hammer                    | Favorite Rap/Hip-Hop Artist   | Vincitore/trice |
| 1991 | MC Hammer                    | Favorite Pop/Rock Male Artist | Candidato/a     |
| 1991 | MC Hammer                    | Favorite Soul/R&B Male Artist | Vincitore/trice |
| 1991 | MC Hammer                    | Favorite Rap/Hip-Hop Artist   | Vincitore/trice |
| 1991 | Please Hammer Don't Hurt 'Em | Favorite Pop/Rock Album       | Vincitore/trice |
| 1991 | Please Hammer Don't Hurt 'Em | Favorite Soul/R&B Album       | Vincitore/trice |
| 1991 | Please Hammer Don't Hurt 'Em | Favorite Rap/Hip-Hop Album    | Vincitore/trice |
| 1991 | U Can't Touch This           | Favorite Soul/R&B Single      | Vincitore/trice |
| 1992 | MC Hammer                    | Favorite Rap/Hip-Hop Artist   | Vincitore/trice |

- Nel 1991 vinse il Razzie Awards come peggior canzone cinematografica per il singolo Addams Groove, contenuto in La famiglia Addams.